# هازجة الماغنوليا
هازجة الماغنوليا (باللاتينية: Dendroica magnolia) هو طائر صغير وأحد أنواع نقشارة الغاب. اكتُشف أول مرة على شجرة الماغنوليا في القرن ال19، من قِبل عالم الطيور الشهير الكسندر ويلسون بينما في ولاية ميسيسيبي.